# NGC 1129
NGC 1129 è una galassia ellittica molto vasta situata nella costellazione di Perseo, a una distanza di circa 243 milioni di anni luce dalla nostra Via Lattea.

## Scoperta
La galassia è stata scoperta il 17 ottobre 1786 dall'astronomo britannico di origine tedesca William Herschel.

## Descrizione
Data la sua luminosità superficiale pari a 14,36, NGC 1129 può essere classificata come una galassia a bassa luminosità superficiale (nella letteratura in lingua inglese abbreviata in LSB, acronimo di Low Surface Brightness). Le galassie LSB sono galassie di tipo diffuso (D) con una luminosità superficiale inferiore di almeno una magnitudine a quella del cielo notturno circostante.

## Supernova
Il 24 settembre 2007, all'interno di NGC 1129 è stata scoperta la supernova SN 2007ke da J. Chu e W. Li nel corso del programma LOSS (Lick Observatory Supernova Search) dell'Osservatorio Lick. La supernova è stata classificata di tipo Ic.